# Fagraea gitingensis
Fagraea gitingensis är en gentianaväxtart som beskrevs av Adolph Daniel Edward Elmer. Fagraea gitingensis ingår i släktet Fagraea och familjen gentianaväxter. Inga underarter finns listade i Catalogue of Life.